# Nikita Nikolajewitsch Jeskow
Nikita Nikolajewitsch Jeskow (russisch Никита Николаевич Еськов; * 23. Januar 1983 in Leningrad) ist ein ehemaliger russischer Radrennfahrer.
Als Juniorenfahrer widmete sich Jeskow vor allem dem Bahnradsport. Er gewann bei den UCI-Bahn-Weltmeisterschaften der Junioren im Jahr 2000 mit dem russischen Team die Bronzemedaille in der Mannschaftsverfolgung. Im nächsten Jahr wurde er Weltmeister im Punktefahren.
Im Erwachsenenbereich fuhr Jeskow auf der Straße zum Saisonende 2002 beim UCI Continental Team Itera als Stagiaire und ab 2003 mit einem regulären Vertrag bei Lokomotiv. Er blieb auch der Bahn erfolgreich und wurde im Jahr 2003 U23-Europameister im Punktefahren. Außerdem gewann er mit dem Nationalteam die Mannschaftsverfolgung beim Weltcup in Moskau.
2008 fuhr er für das Professional Continental Team Tinkoff Credit Systems und beendete mit der Vuelta a España 2008 seine erste Grand Tour als 57. Außerdem wurde er Gesamtsiebter der Asturien-Rundfahrt. In den Jahren 2009 und 2010 war er beim UCI ProTeam Katusha unter Vertrag und belegte in seiner zweiten Grand Tour, dem Giro d’Italia 2009, den 60. Platz.
Jeskov beendete seine internationale Laufbahn nach der Saison 2012 bei RusVelo.

## Erfolge
2000
- Junioren-Weltmeisterschaft – Mannschaftsverfolgung (mit Pawel Brutt, Alexander Serow und Almaz Baiguujine)

2001
- Weltmeister – Punktefahren (Junioren)

2003
- Europameister – Punktefahren (U23)
- Weltcup Moskau – Mannschaftsverfolgung (mit Alexei Markow, Alexander Serow und Sergei Klimow)

## Teams
- 2002 Itera (Stagiaire)
- 2003–2005 Lokomotiv
- 2008 Tinkoff Credit Systems
- 2009–2010 Team Katusha
- 2012 RusVelo